# 사이쇼촌
사이쇼촌(西所村)은 니가타현 미나미칸바라군에 설치되었던 촌이다.